# Elytranthe arnottiana
Elytranthe arnottiana är en tvåhjärtbladig växtart som först beskrevs av Pieter Willem Korthals, och fick sitt nu gällande namn av Friedrich Anton Wilhelm Miquel. Elytranthe arnottiana ingår i släktet Elytranthe och familjen Loranthaceae. Inga underarter finns listade i Catalogue of Life.